# Richard Zouch
Richard Zouch (1590—1661) var en engelsk folkeretslærer. Han var professor i Oxford og dommer i Admiralitetsretten. 